# Rudy Jackson
Rudy Jackson (Fort Wayne, 1901 - ?) was een Amerikaanse jazz-saxofonist (alt- en tenorsaxofoon) en klarinettist (klarinet en basklarinet).
Jackson speelde in bands in Chicago en voor enkele revues en werd in 1927 aangenomen door Duke Ellington. Hij speelde er niet lang, dankzij een akkefietje rondom de compositie "Creole Love Call". Jackson zou het nummer aan Ellington hebben gepresenteerd als een eigen compositie, maar nadat de band het had opgenomen raakte Ellington verwikkeld in een juridische strijd met King Oliver omdat het erg veel leek op diens nummer "Camp Meeting Blues". Ellington won de strijd, maar hij ontsloeg de saxofonist die vervolgens werd vervangen door Barney Bigard. Jackson speelde in de jaren daarna met onder meer Sidney Bechet.

## Discografie (selectie)
met Duke Ellington:
- OKeh Ellington, CBS Legacy, 1991
- Duke Ellington 1927-1928, Classics, 1990
- Black & Tan Fantasy volume 2, EPM Musique, 1996

met Sidney Bechet:
- Pre-War Classic Sides, JSP, 2007